# Вугільний басейн

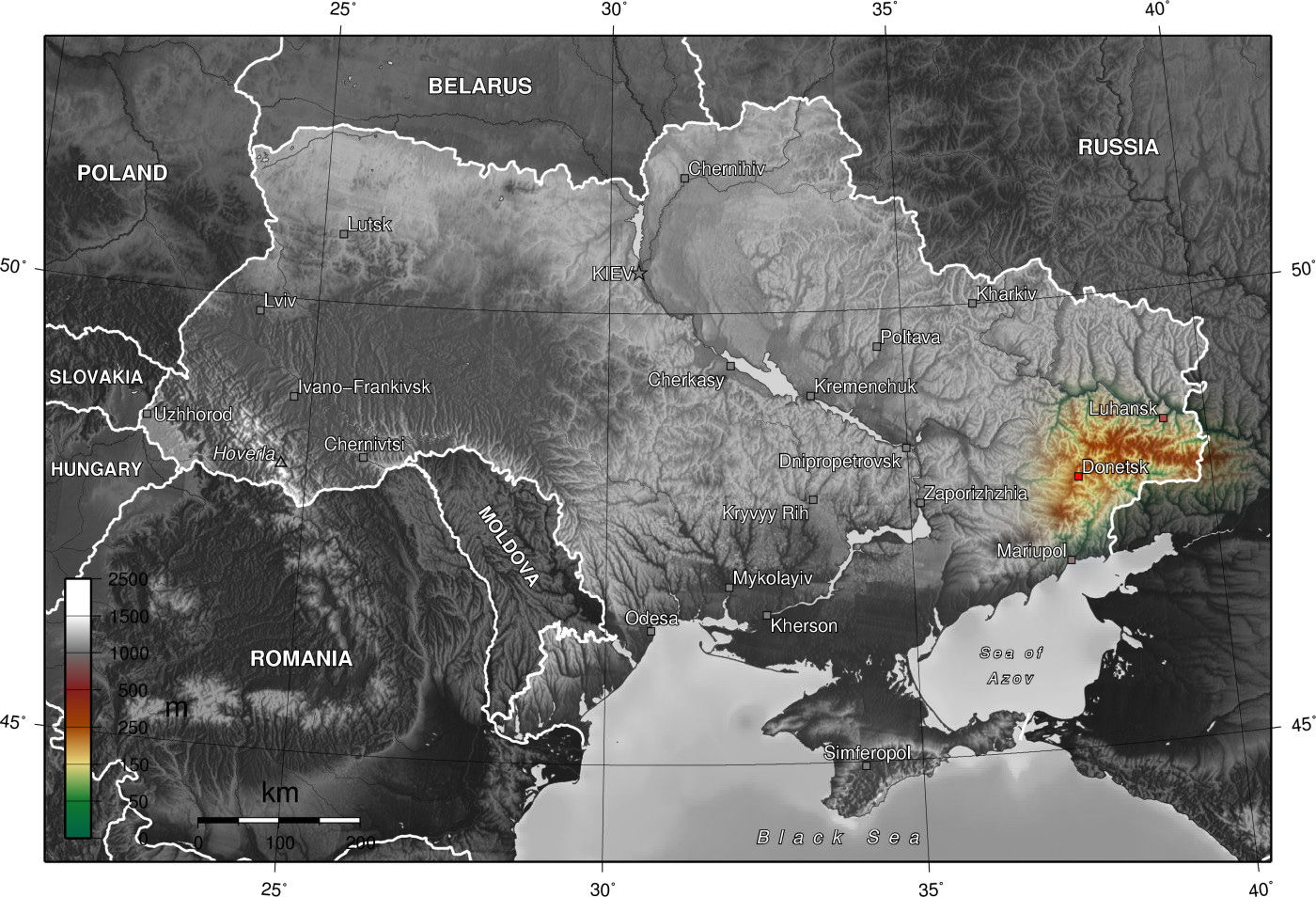
Донецький вугільний басейн

Вугільний басейн — значна за розмірами і масштабом вуглепрояву площа безперервного або острівного (територіально роз'єднаного) поширення вугленосних формацій з пластами (покладами) кам'яного та бурого вугілля, лігніту; як правило, збігається з великою геологічною структурою — складчастою областю (Донецький, Кузнецький), прогином (Львівсько-Волинський, Іркутський) чи западиною (Мінусинський, Підмосковний, Боуен).
У деяких випадках, незважаючи на спільність генезису, розчленовані великі вугленосні площі не об'єднуються в басейни, а розглядаються як окремі родовища.
В Україні найбільший вугільний басейн — Донецький, в ньому міститься 97,6 % запасів вугілля України.

### Утворення
Поява вугільних басейнів пов'язана зі зміною структури земної кори — синеклізи, краєвого або успадкованого прогину і тому подібне. Вугільний басейн входить до складу вугленосних провінцій і вузлів вуглеутворення.

### Класифікація
Вугільні басейни поділяють:
- за віком вуглеутворення — на періоди або епохи (палеозойські, мезозойські, кайнозойські, кам'яновугільні, пермські, юрські, крейдові, палеогенові тощо);
- за умовами торфо- і вуглеутворення — на паралічні і лімнічні;
- за природними типами вугілля — на буровугільні, кам'яновугільні і антрацитові;
- за положенням вугленосних формацій відносно поверхні — на відкриті (оголені) і закриті;
- за характером тектонічних режимів — геосинклінальні, платформні й перехідні.

### Склад
Територія вугільних басейнів поділяється на геолого-промислові (вугленосні) райони з урахуванням принципових відмінностей в тектонічній будові і якості вугілля, історії геологічного вивчення і промислового освоєння їх окремих частин. Наприклад в Печорському вугільному басейні виділяють 9 вугленосних районів: Воркутінський, Інтінський, Хальмерьюський та інші.
У межах геолого-промислових районів в ряді випадків виділяються відособлені вугільні родовища, межами яких приймаються фаціальні або тектонічні зони, а іноді і окремі елементи орогідрографії.

### Межі
Межі вугільних басейнів визначаються сучасним ерозійним зрізом вугленосних відкладів або великими розломами: геологічними кордонами вугільних басейнів та вугільних родовищ служать межі генетичного виклинювання вугленосних формацій та розривні порушення, якими вугленосні відкладення межують з безвугільними.
При значному безперервному поширенні вугленосних формацій враховуються структурна особливість залягання вугільних пластів, різке зменшення насиченості вугіллям розрізів і інші чинники.
Слабо вивченні вугільні басейни з виявленими на окремих ділянках вуглеутвореннями, генетична єдність і промислове значення яких недостатньо з'ясоване, називаються вугленосними площами.

## Великі вугільні басейни світу
Аппалачський (США)
Пенсильванський вугільний басейн (США)
Новий Південний Уельс (Австралія)
Донецький (Україна)
Карагандинський (Казахстан)
Екібастузький (Казахстан)
Латроб-Валлі вугільний басейн (Австралія)
Верхньо-Сілезький вугільний басейн (Польща)
Рурський (Німеччина)
Коммантрі (Франція)
Південно-Уельський вугільний басейн (Англія)
Хеньшуйський вугільний басейн (КНР)
Фушунський вугільний басейн (КНР)
Домадарський (Індія)
Біхар (Індія)
Західний Бенгал (Індія)
Вітбанк (ПАР)
Ватерберг (ПАР)
Печорський, Таймирський, Кузнецький, Іркутський, Тунгуський, Ленський, Мінусинський, Кизеловський, Улуг-Хемський, Південно-Якутський, Сергіївський, Зирянівський (Росія, камяновугільні басейни), Кансько-Ачинський, Підмосковний, Челябінський, Нижньозейський (Росія, буровугільні)